# Stazione di East Croydon
La stazione di East Croydon è una stazione situata a Croydon, nel borgo londinese di Croydon, situata la ferrovia Londra-Brighton.

## Storia
Nel 1841 la stazione fu aperta con il nome di Croydon dalla società London and Brighton Railway, in concomitanza con l'inaugurazione della tratta da London Bridge a Haywards Heath di quella che oggi è la ferrovia Londra-Brighton. Quando, nel 1842, la società South Eastern Railway iniziò a utilizzare la ferrovia Londra-Brighton fino a Redhill, partecipò anche al funzionamento della stazione. Con un contratto le due ferrovie hanno concordato le stesse tariffe sulla tratta comune.
Nel 1846 la società London and Brighton Railway si fuse con la London and Croydon Railway per formare la London, Brighton and South Coast Railway; dal momento che questa nuova società possedeva anche una stazione a Croydon, che fu poi ribattezzata Croydon West (oggi West Croydon), anche la stazione della ferrovia Londra-Brighton dovette cambiare nome in Croydon East.
Con il completamento della linea per Victoria tra il 1860 e il 1862, furono necessarie ulteriori piattaforme per fornire un terminale ai servizi suburbani della London, Brighton and South Coast Railway da e per il West End di Londra, mentre i treni per London Bridge continuavano a utilizzare le linee esistenti. Le nuove piattaforme confinavano con East Croydon, ma furono trattate dalla London, Brighton and South Coast Railway come una stazione separata, denominata New Croydon, con una propria biglietteria e che gestiva esclusivamente i servizi transitanti sulla nuova linea. Questo espediente permise alla ferrovia di evitare di rompere un accordo con la società South Eastern Railway, offrendo al contempo tariffe più economiche rispetto alla South Eastern Railway stessa, dalla stazione originale.
Le piattaforme terminali di New Croydon si rivelarono difficili da gestire, poiché lo spazio per le locomotive era limitato per girare intorno ai treni. Di conseguenza, nel 1863 la LB&SCR ottenne l'autorità parlamentare per costruire un'estensione di 1,6 km verso un nuovo capolinea a South Croydon, che forniva lo spazio operativo aggiuntivo.
Nel 1864, la London, Brighton and South Coast Railway ottenne l'autorizzazione a costruire una diramazione lunga 0,8 km verso il centro della città, vicino a Katharine Street, dove fu costruita la stazione di Central Croydon. La linea fu inaugurata nel 1868 ma ebbe scarso successo e chiuse nel 1871, per poi riaprire nel 1886 su pressione del consiglio comunale e chiudere definitivamente nel 1890. Fu demolita e sostituita dal palazzo comunale.

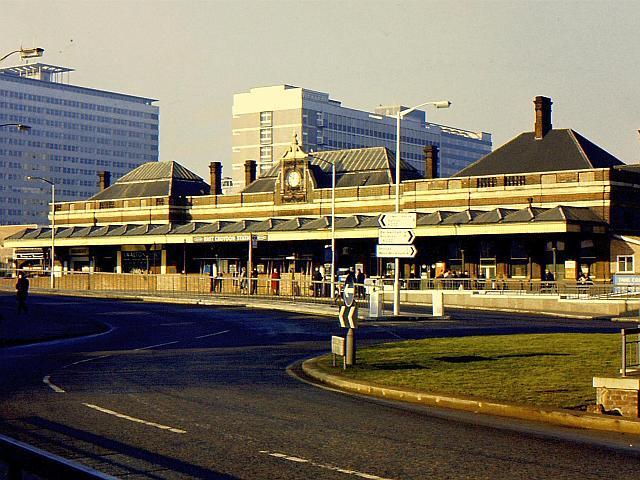
La stazione di East Croydon nel 1967

Alla fine degli anni Ottanta del XIX secolo la stazione era nuovamente congestionata a causa dell'aumento del traffico sulla ferrovia Londra-Brighton, dell'espansione della rete suburbana nel sud di Londra e della nuova linea da Croydon a Oxted. Di conseguenza, nel 1894/5 la stazione fu ricostruita e i binari rimodellati. Allo stesso tempo, le linee suburbane vennero estese da South Croydon a Coulsdon Nord, dove si unirono alla nuova linea Quarry. Tra il 1897 e il 1898, East Croydon e New Croydon vennero finalmente fuse in un'unica stazione con i tre binari a isola che rimangono. Le due stazioni mantennero conti di prenotazione separati fino alla formazione della società Southern Railway.
L'attuale edificio della stazione è stato inaugurato il 19 agosto 1992. È costituito da una grande struttura in acciaio e vetro sospesa su una struttura leggera in acciaio che si estende sui binari e sulle banchine in misura molto maggiore di quanto fosse possibile con il suo predecessore vittoriano.

Quattro piloni a scala in acciaio ancorano la scatola di vetro e l'insieme dà l'impressione di un ponte sospeso che si estende in lontananza. Le tettoie esterne coprono gli ingressi, l'area salotto all'aperto di un caffè e gli accessi alla fermata del tram. Sono stati utilizzati 440 m² di vetro per la copertura e 800 m² per le vetrate delle pareti. Al progetto ha partecipato lo studio d'architettura Alan Brookes Associates con gli ingegneri strutturali dello studio YRM Anthony Hunt Associates.
Nel 2010 è stato annunciato che Network Rail ha proposto un progetto di 20 milioni di sterline per rinnovare la stazione con un ingresso aggiuntivo e una scorciatoia per il centro di Croydon. Nel settembre 2010, il Consiglio del Borgo di Croydon si è impegnato a stanziare 6 milioni di sterline per il rinnovamento, assicurando che un ponte fosse incluso nei piani. Il nuovo ponte è stato inaugurato ufficialmente nel dicembre 2013, garantendo il trasferimento pedonale tra le piattaforme, nonché un nuovo ingresso all'estremità settentrionale delle piattaforme e un collegamento più diretto con il centro città. La nuova passerella può essere raggiunta dal centro città a ovest attraverso Lansdowne Walk, ma l'accesso da Cherry Orchard Road a est non è stato realizzato.

## Movimento
La stazione è servita da treni locali e nazionali della società Southern, nonché dai treni della rete Thameslink, gestiti da Govia Thameslink Railway.

## Interscambi
Nelle vicinanze della stazione effettuano fermata i tram della rete Tramlink, nonché numerose linee automobilistiche urbane, gestite da London Buses.
- Fermata tram (East Croydon, linee 1, 2 e 3)
- Fermata autobus